# Краснокутский поселковый совет Харьковской области
Краснокутский поселковый совет — входит в состав Богодуховского района Харьковской области Украины. Ранее входил в состав ныне упразднённого Краснокутского района.
Административный центр поселкового совета находится в пгт Краснокутск.

## История
- 1917 — дата образования.

## Населённые пункты совета
- пгт Краснокутск
- село Основинцы
- село Сытники
- село Степановка
- село Чернещина